# Vertrag über Freundschaft, gute Nachbarschaft und Zusammenarbeit zwischen der Union der Sozialistischen Sowjetrepubliken und der Demokratischen Republik Afghanistan
Der Vertrag über Freundschaft, gute Nachbarschaft und Zusammenarbeit zwischen der Union der Sozialistischen Sowjetrepubliken und der Demokratischen Republik Afghanistan ist ein Kooperationsvertrag zwischen der Sowjetunion und der Demokratischen Republik Afghanistan. Der Vertrag hat 15 Artikel und eine Präambel. Unterzeichnet wurde der Vertrag in Moskau am 5. Dezember 1978 von Leonid Iljitsch Breschnew, Staatspräsident der Sowjetunion, und Nur Muhammad Taraki, Ministerpräsident der Demokratischen Republik Afghanistans. Geschrieben wurde der Vertrag in Dari und russisch.
In Artikel 1 wird die Freundschaft der Staaten erklärt. Artikel 2 und 3 erklärt, dass die Zusammenarbeit und Entwicklung in der Wirtschaft, Wissenschaft, Bildung, Kultur, Medien und Sport gefördert werden. In den Artikeln 4 bis 12 werden Friedensförderung, Militär, Bündnisse und Diplomatie behandelt. Am Schluss wird in den Artikeln 13 bis 15 das Inkrafttreten, die Dauer, und Aufhebung und Ratifikation geregelt.